# De Havilland DH.71 Tiger Moth
Die De Havilland DH.71 Tiger Moth war ein einsitziges Versuchs- und Rennflugzeug, von dem nur zwei Exemplare gebaut wurden. Der Erstflug fand im August 1927 statt. Mit diesen stromlinienförmigen Eindeckern mit starrem Fahrwerk sollten das Flugverhalten bei hohen Geschwindigkeiten und diverse Motor-Typen erprobt werden, daneben wurden sie auch bei Luftrennen eingesetzt.

## Geschichte
Die de Havilland DH.71 Tiger Moth wurde ab 1926 von der de Havilland Aircraft Company aus Hatfield in England entwickelt, um das Flugverhalten bei hohen Geschwindigkeiten und auch diverse alternativ verwendbare Flugmotoren-Typen verschiedener Hersteller zu erproben. Für diesen Zweck wurde im Jahre 1927 ein stromlinienförmiger Eindecker mit starrem Fahrwerk gebaut, der im August des Jahres seinen Erstflug absolvierte.
Die beiden Tiger Moth, benannt nach der „Tigermotte“ als eine Art von Nachtfaltern aus der Familie der Bärenspinner, sollten daraufhin am Luftrennen um den King’s Cup teilnehmen, aber die erste Maschine wurde schon vor dem Termin beschädigt. Das zweite, mit einem luftgekühlten Vierzylinder-Reihenmotor ADC Cirrus II mit stehenden Zylindern und einer Leistung von 85 PS ausgestattete Flugzeug musste beim Rennen wetterbedingt aufgeben.
Noch im August 1927 wurde ein neuer 100-km-Rundflugrekord mit 300,09 km/h erreicht. Dazu waren die Tragflächen verkürzt und ein wesentlich stärkerer ebenfalls luftgekühlter de-Havilland-Gipsy-Vierzylinder-Reihenmotor mit 135 PS eingebaut worden. Eine Woche später sollte auch ein Höhenrekord erflogen werden. Bei 5849 m Höhe musste der Pilot Hubert Broad nach technischen Problemen mit der Sauerstoffanlage aufgeben, obwohl die Maschine immer noch stieg.
Das erste Exemplar wurde repariert und sollte im Jahre 1930 an einem Luftrennen in Australien teilnehmen. Aber schon bei den Vorbereitungen stürzte das Flugzeug nach einem Motorschaden ab, wobei der Pilot bei dem Absturz verstarb.
Das zweite Flugzeug wurde als letztes erhaltenes Exemplar im Jahre 1940 während des Zweiten Weltkriegs bei einem deutschen Luftangriff zerstört.

## Technische Daten

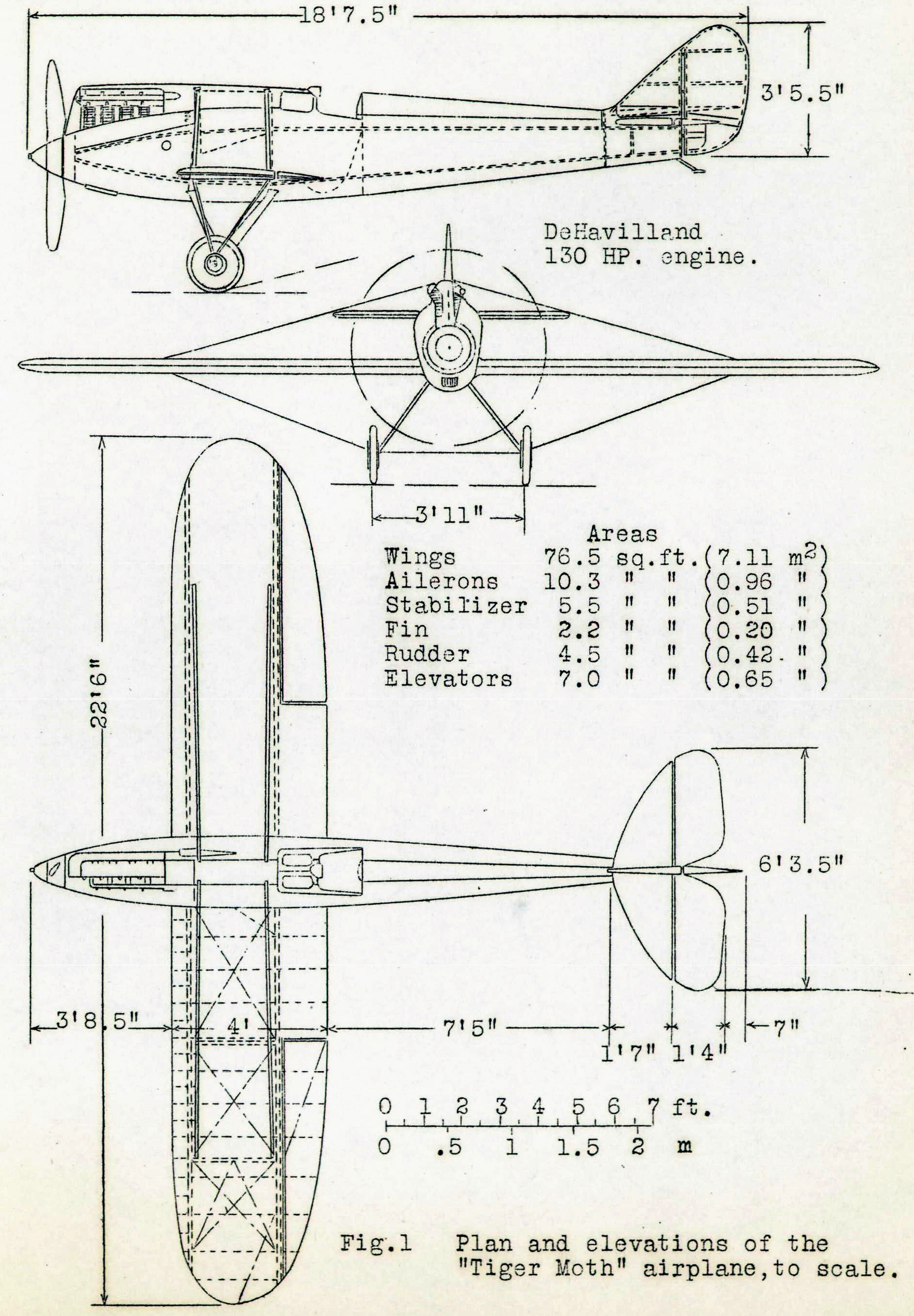
Dreiseitenansicht

| Kenngröße             | Daten                                                        |
| --------------------- | ------------------------------------------------------------ |
| Besatzung             | 1                                                            |
| Länge                 | 5,66 m                                                       |
| Spannweite            | 6,86 m                                                       |
| Höhe                  | 2,13 m                                                       |
| Flügelfläche          | 7,11 m²                                                      |
| Flügelstreckung       | 6,6                                                          |
| Leermasse             | 280 kg                                                       |
| Startmasse            | 411 kg                                                       |
| Höchstgeschwindigkeit | 267 km/h                                                     |
| Triebwerke            | ein Vierzylinder-Reihenmotor ADC Cirrus II mit 85 PS (63 kW) |